# 習孔化
習孔化（？—？），號紫亞，江西吉安府廬陵縣人，民籍，明朝政治人物。

## 生平
萬曆四十六年（1618年）戊午科江西鄉試舉人，四十七年（1619年）己未科三甲第十八名進士。禮部觀政，本年六月授嘉兴府推官，天啓三年（1623年）補大名府推官，四年陕西同考，六年升兵部武选司主事，歷升武库司员外郎、郎中，崇禎四年（1631年）以驗試武舉不力降四級。

## 軼事
習孔化兄習孔教為嘉靖三十七年（1558年）戊午科江西鄉試解元。習孔化鄉試中舉人，與兄相隔六十年之久。

## 家族
曾祖習璉，寿官。祖父习英俊。父习亮，封检讨。兄习孔教。